# Sowchosnoje (Kaliningrad, Bagrationowsk)
Sowchosnoje (russisch Совхозное, bis 1947 deutsch Rippen, inklusive Weißer Falke) ist eine Siedlung im Südwesten der russischen Oblast Kaliningrad im Rajon Bagrationowsk. Der Ort gehört zur kommunalen Selbstverwaltungseinheit Stadtkreis Bagrationowsk.

## Geographische Lage
Sowchosnoje liegt dreißig Kilometer südwestlich von Kaliningrad und zwei Kilometer südlich von Laduschkin und ist auf einer Stichstraße von der russischen Regionalstraße 27A-020 (ex A 194, ehemalige deutsche Reichsstraße 1) aus zu erreichen. Laduschkin ist die nächste Bahnstation und liegt an der Bahnstrecke (Malbork – Mamonowo – Kaliningrad).

## Geschichte
Das ehemalige Gutsdorf Rippen wurde im Jahre 1340 als Prusteynen erstmals urkundlich erwähnt. Eine Landverschreibung des Ordenshochmeisters Friedrich von Sachsen an Caspar von Hohendorff ist für 1504 dokumentiert, und im 17. Jahrhundert wurden Landflächen zu einem Gutsareal zusammengefügt. 1654 erwarb der Ratsherr und Richter aus Elbing Paul Freyling das Gut, das bis 1704 in seiner Familie blieb und danach verschiedene Eigentümer hatte. Bald nach 1740 gelangte Rippen an den Kanzler Friedrich Alexander von Korff, der ab 1746 auch Erbherr auf Bledau war. Durch Heirat kam das Gut an Karl Friedrich August von der Schulenburg und gelangte dann in den Besitz derer von der Groeben. Wegen Erbstreitigkeiten musste Wilhelm von der Groeben 1904 das Gut verkaufen und erwarb stattdessen das Gut Juckstein im Kreis Ragnit. Käufer des Gutes Rippen, das immerhin 1013 Hektar umfasste, war Roderich von Schichau. 1929 schließlich wurde der Landwirtschaftsbetrieb von der Ostpreußischen Landgesellschaft übernommen und ausgesiedelt.
Am 11. Juni 1874 wurden aus den Landgemeinden (Groß) Windkeim und Schölen sowie dem Gutsbezirk der Amtsbezirk Rippen gebildet. Vor 1883 kam der Gutsbezirk Wedderau hinzu, bis zum 12. September 1929, als er in die Landgemeinde Rippen in den Amtsbezirk Ludwigsort umgegliedert und der Amtsbezirk Rippen aufgelöst wurde. Lebten im Jahre 1910 erst 235 Einwohner in Rippen, so waren es 1933 bereits 551 und 1939 schon 581. Bis 1945 gehörte Rippen zum Landkreis Heiligenbeil in der preußischen Provinz Ostpreußen.
Seit 1945 gehört der Ort zur Sowjetunion bzw. der Russischen Föderation und trägt seit 1947 den Namen Sowchosnoje, abgeleitet von Sowchos („Sowjetwirtschaft“, sowjetische Form eines Staatsgutes). Seit etwa den 1960er Jahren war der Ort Verwaltungssitz des Dorfsowjets Pogranitschny selski Sowet und von 2008 bis 2016 Sitz der Landgemeinde Pogranitschnoje selskoje posselenije. Nach deren Auflösung gehört Sowchosnoje seit 2017 zum Stadtkreis Bagrationowsk.

## Kirche
Bei überwiegend evangelischer Bevölkerung gehörte Rippen bis 1945 zum Kirchspiel Pörschken im Kirchenkreis Heiligenbeil in der Kirchenprovinz Ostpreußen der Kirche der Altpreußischen Union. Letzter deutscher Geistlicher war Pfarrer Bruno Link.
Hier lebende evangelische Kirchenglieder gehören heute zur evangelisch-lutherischen Auferstehungskirchengemeinde in Kaliningrad in der Propstei Kaliningrad der Evangelisch-Lutherischen Kirche Europäisches Russland.

## Weißer Falke
Zu Rippen gehörte der Ortsteil der Ziegelei Weißer Falke, vor 1871 noch Weißer Falk genannt. Ausdrücklich und zu Rippen gehörig genannt wurde der Ort am 1. Januar 1908 im Amtsbezirk Ludwigsort (russisch Laduschkin) im Kreis Heiligenbeil. 23 Einwohner zählte Weißer Falke im Jahre 1910. Weißer Falke gehörte – anders als die Muttergemeinde Rippen – zum Kirchspiel der evangelischen Kirche Bladiau (russisch Pjatidoroschnoje) in der Kirchenprovinz Ostpreußen der Kirche der Altpreußischen Union.
Die Ziegelei Weißer Falke gilt seit der Zeit nach 1945 als untergegangen.